# Luikse tram
De Luikse tram is een tramlijn in de stad Luik in België, die sinds 28 april 2025 Sclessin, het hoofdstation Luik-Guillemins, het centrum van Luik, Place Saint-Lambert, Coronmeuse en Bressoux met elkaar verbindt.  Ze is aangelegd tussen 2019 en 2025. De lijn wordt geëxploiteerd door de Opérateur de Transport de Wallonie onder merknaam TEC.

## Geschiedenis

### De eerste trams (periode 1871-1968)
De eerste trams in Luik waren paardentrams uit 1871. Elektrificatie van de lijnen vond plaats in 1893, een primeur voor België. Gedurende de volgende tien jaar breidde het net sterk uit. Nieuwe lijnen werden zowel naar het zuiden als het noorden van de stad aangelegd. In 1899 bereikte een lijn de pont de Wandre, in 1897 verbond een andere Luik met de stad Chênée en in 1905 werd de stad Angleur eveneens bediend door trams. Voor de wereldtentoonstelling van 1905 werd een vierde lijn aangelegd. Er waren vele elkaar concurrerende trammaatschappijen die uiteindelijk fuseerden in drie grote trammaatschappijen: RELSE (Railways Economiques de Liège-Seraing et Extensions), TULE (Tramways Unifies de Liège et Extensions) en de Buurtspoorwegen van de provincie Luik (onderdeel van de NMVB) met zijn metersporige lijnen. Deze laatste werden na de Tweede Wereldoorlog stukje bij beetje ingekort tot december 1961, toen de laatste buurttram werd vervangen door een bus. De gele TULE-stadstrams lijn 1 en 4 reden in 1964 voor het laatst en de groene RELSE-trams naar Seraing in 1968. De tram werd uit dienst genomen vanwege het feit dat het materieel verouderd was en het te duur zou zijn om deze te vervangen. Moderne bussen zouden winstgevender zijn. Luik kende van 1930-1971 ook een groot trolleybusnet met op het hoogtepunt 20 lijnen.
Enkele oude trams zijn bewaard gebleven in het Museum voor het Openbaar Vervoer van Wallonië.

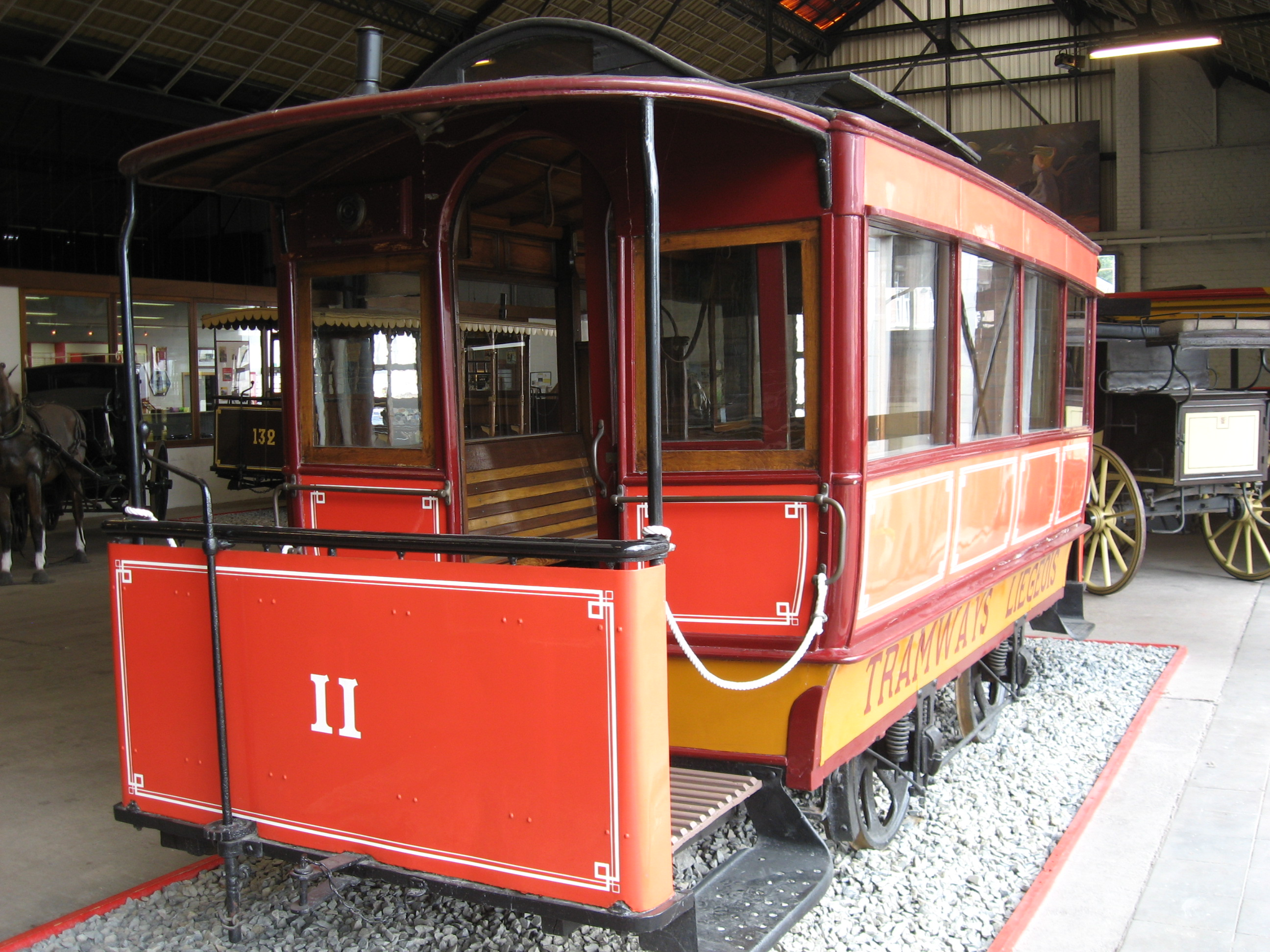
Paardentram van de TL (Luik)
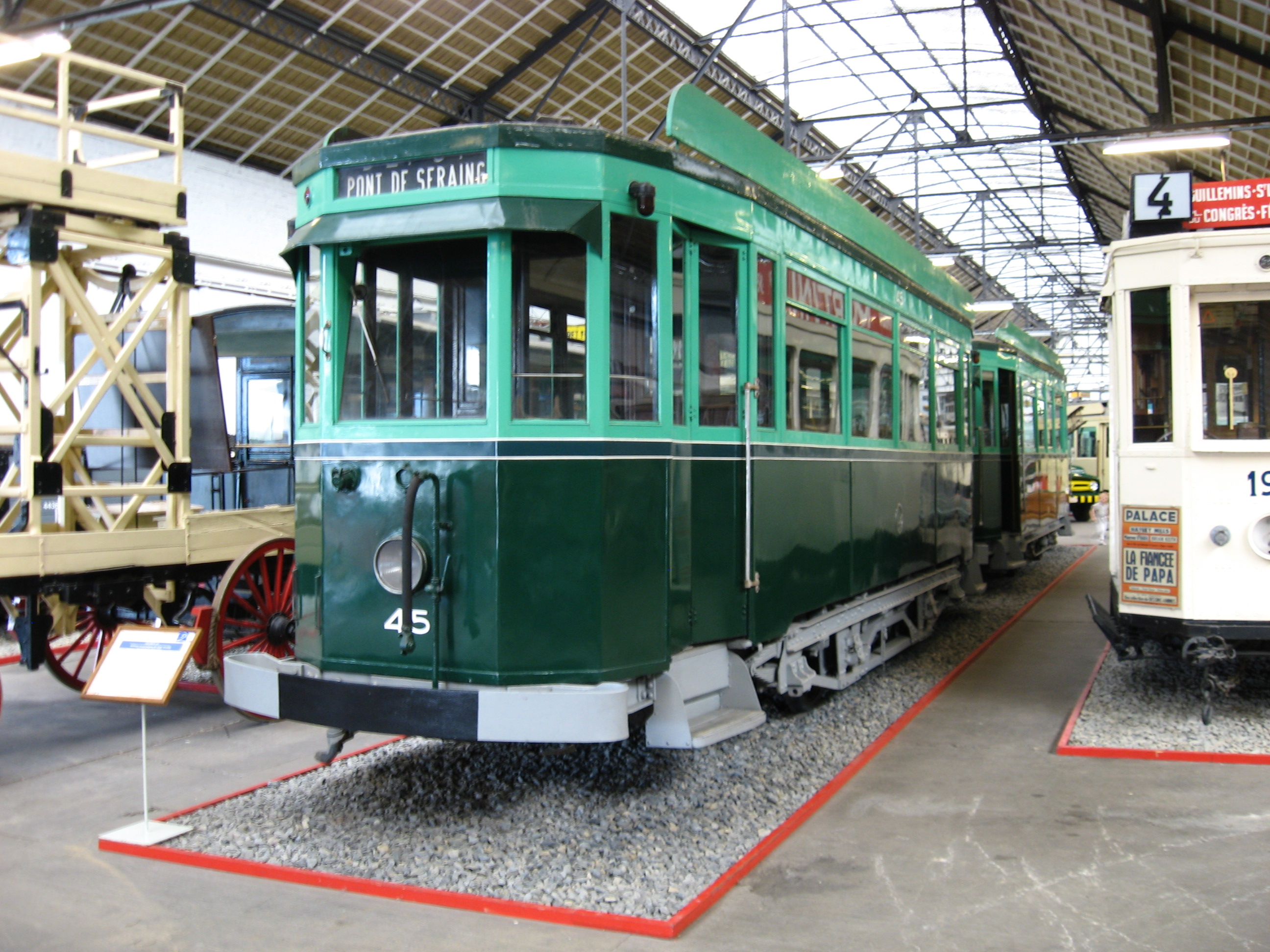
Tram van de RELSE (Luik - Seraing)
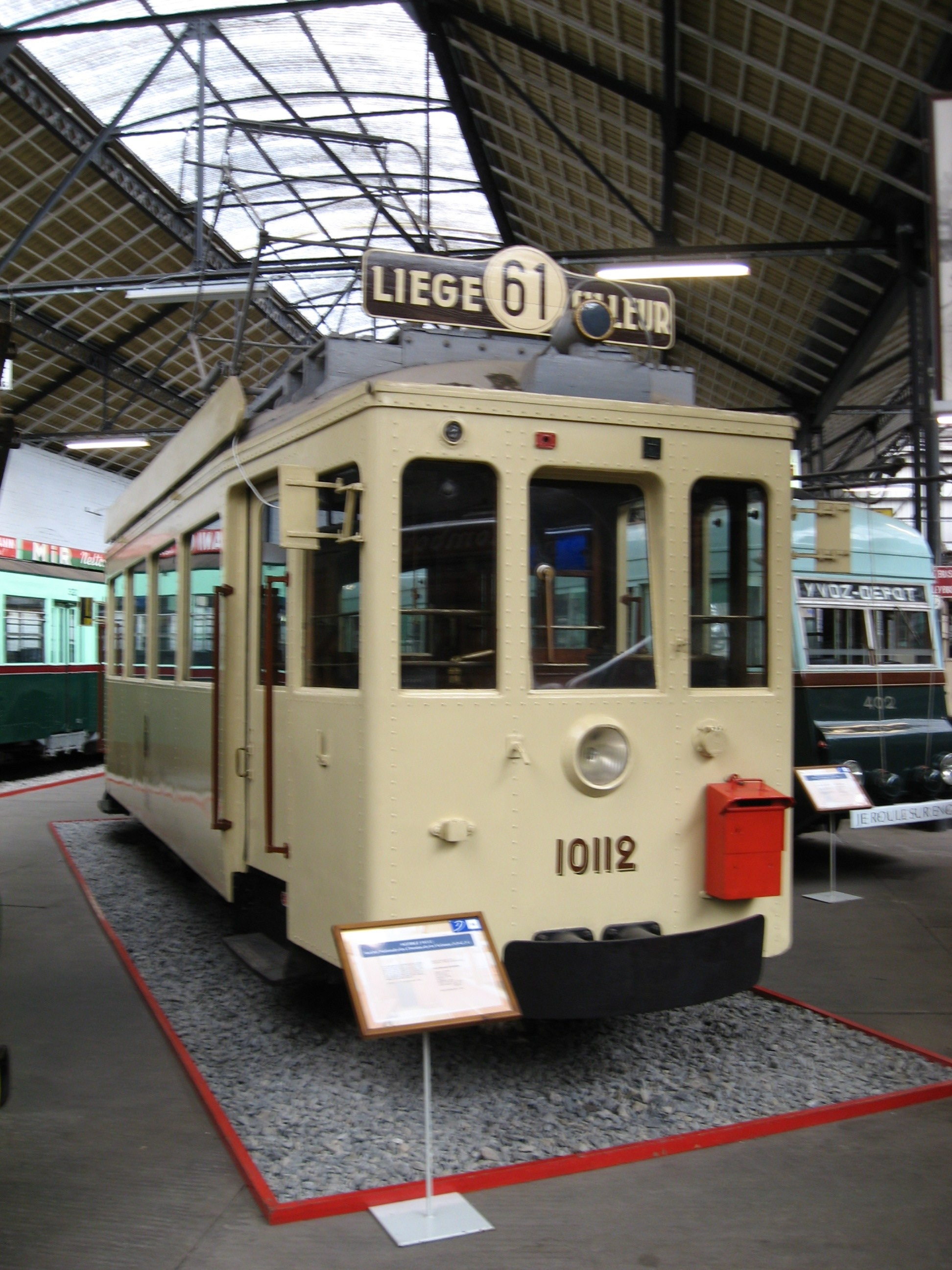
Buurttram van de SNCV (Luik)
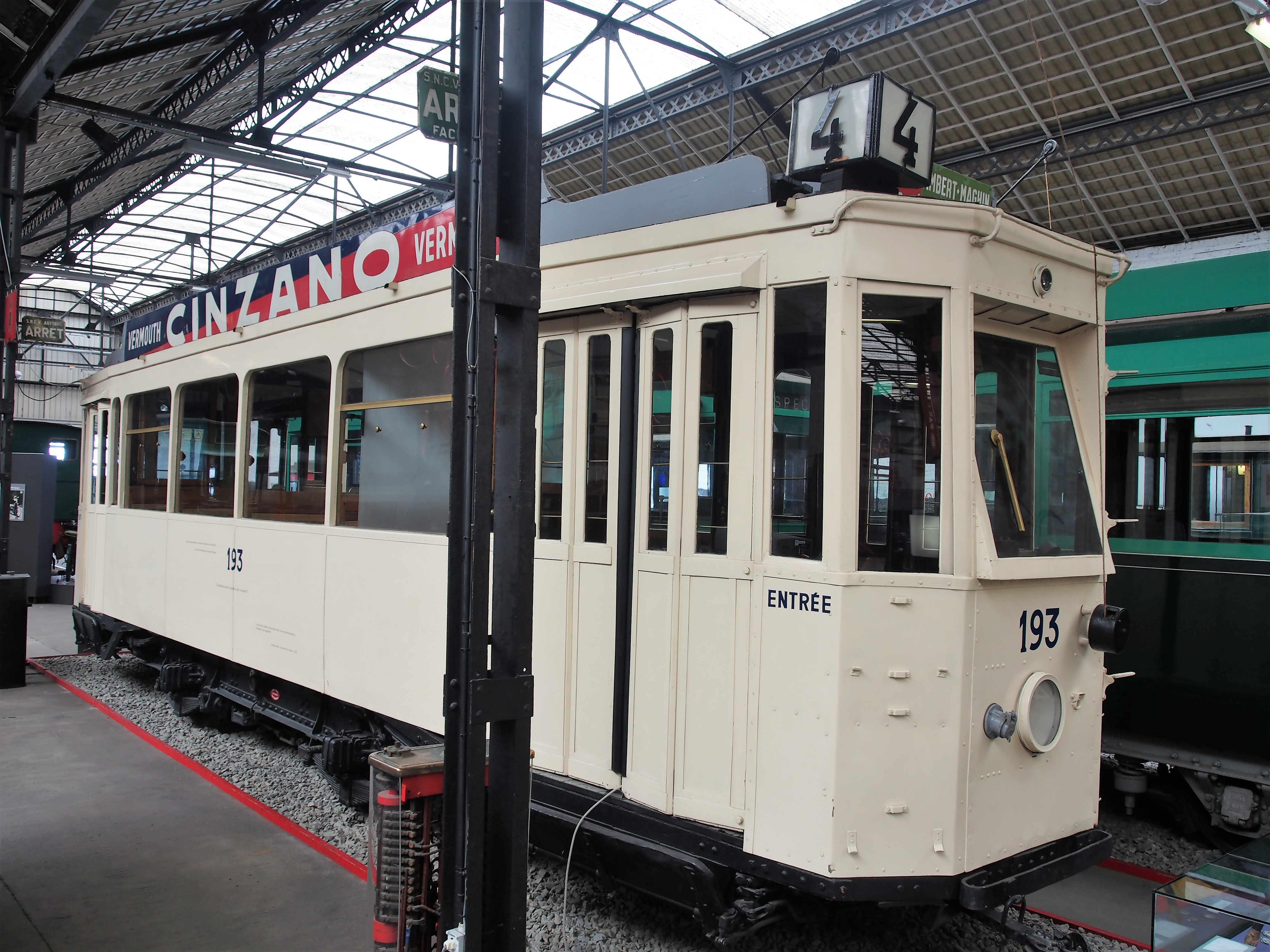
Stadstram van de TULE uit 1930 (Luik)
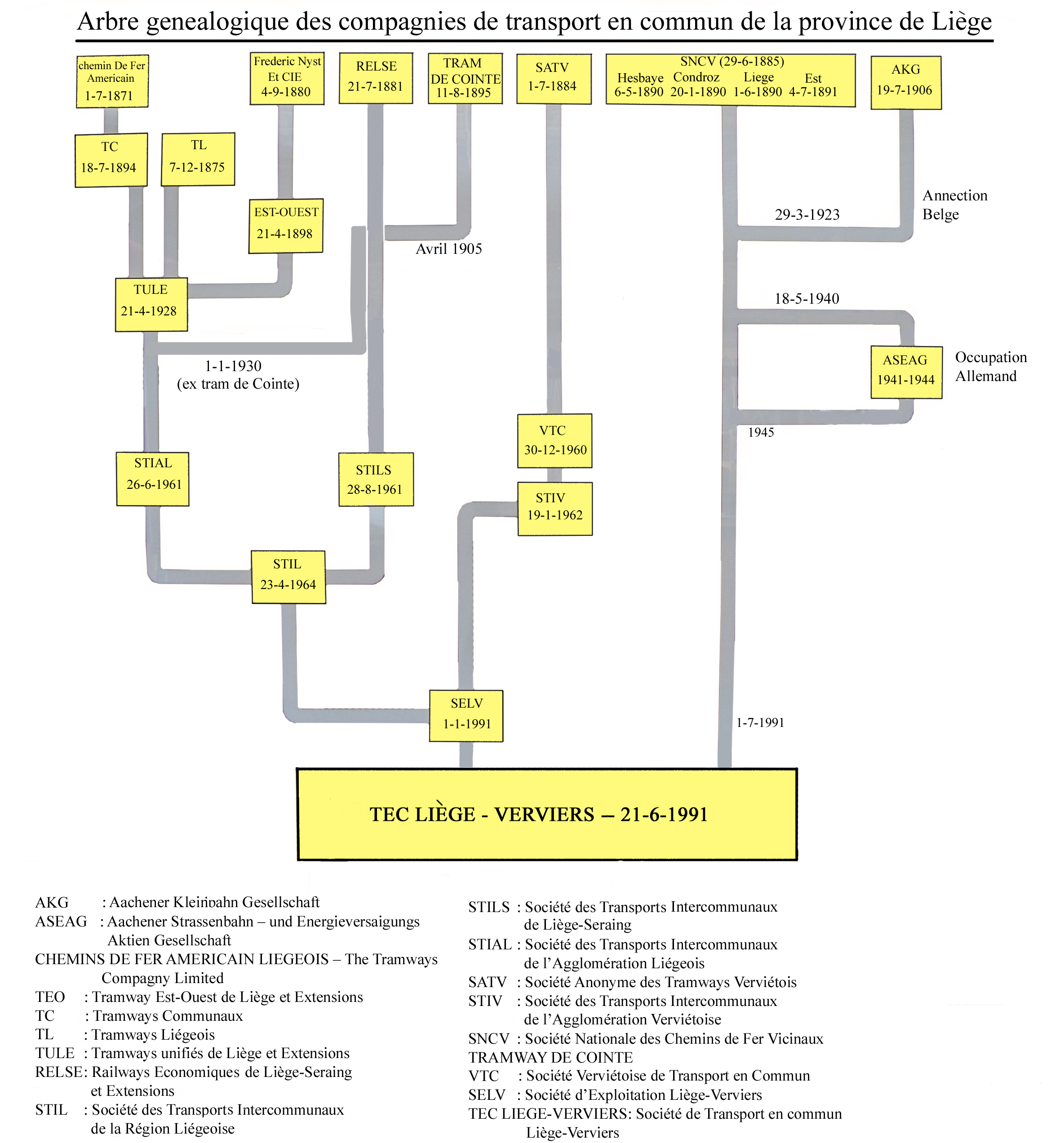
Overzicht historische trammaatschappijen in Luik

### Het geschrapte metroproject
Aan het einde van de jaren 70 van de 20e eeuw werd de aanleg van een metro voorzien. Er werd al een tunnel aangelegd onder de kaaien van Saint-Léonard en la Batte. De metro zag echter nooit het licht en de tunnel ging de geschiedenis in als een van de grote nutteloze werken van het land. 

### Herintroductie van de tram
Sinds 2008 bestond er een consensus bij de burgemeesters van het Waalse Gewest en bij de SRWT over de terugkeer van de tram. Enerzijds moest het stijgende autoverkeer in de Luikse agglomeratie teruggedrongen worden, anderzijds zijn bepaalde assen nu al verzadigd, vooral in de Maasvallei. De precieze uitwerking van het project was nog niet gemaakt, het bestond uit een eerste lijn van Seraing naar Herstal en een tweede lijn van Ans naar Chênée, of Vaux-sous-Chèvremont. Enkelen onderstrepen het belang van het voorzien van een centrale ringlijn die min of meer het traject van de huidige Luikse buslijn 4 zou overnemen.
De kosten voor de aanleg van de eerste lijn werden geschat op 500 miljoen euro; voor de tweede lijn zou dit 300 tot 700 miljoen bedragen. De ingebruikname van de eerste lijn was gewenst voor 2015, maar in 2009 werd het najaar van 2018 voorzien voor de eerste ingebruikname. Met een lengte van 17,5 km, zal deze lijn 25 haltes tellen, waarvan 7 intermodale punten met een overstapmogelijkheid op de bus.
Op 21 oktober 2011 legde de Waalse regering het definitieve tracé van lijn 1 vast. Op 22 december 2011 werd de Waalse regering het eens over de realisatie van de eerste fase van lijn 1, tussen Sclessin en Coronmeuse. Deze sectie zou oorspronkelijk opgeleverd worden in 2017. De kosten werden in 2011 geraamd op 360 miljoen euro.

#### Mislukking van de eerste aanbesteding
Een eerste aanbesteding vond plaats in 2013. Drie consortia schreven zich in:
- Mobiliège: Alstom, BAM PPP PGGM en DG Infra
- Legiaexpress: Bombardier, Meridiam, CFE en Vinci
- TramArdent: CAF, COLAS en DIF

Op 17 januari 2014 werd stedenbouwkundige en milieuvergunning verleend door de Waalse overheid.
Op 3 april 2014 selecteerde de SRWT de concortia Mobiliège en Legiaexpress om hun finale bod gestand te bieden.  Het concortium Tramardent kreeg een onkostenvergoeding van €1,2 miljoen voor het doen van hun bod. 
Op 10 december 2014 kondigde SRWT aan dat de onderhanderlingen verdergingen met de voorkeurskandidaat, Mobiliège, maar sloot de andere kandidaat Legiaexpress nog niet volledig uit. De finale beslissing zou door de Waalse regering genomen moeten worden.
Het ondertekenen van het DBFM-contract werd voorzien voor mei 2015, en zou gevolgd moeten worden door voorbereidende onderzoeken, en vervolgens de werkzaamheden zodat de tramlijn in najaar 2018 geopend kon worden. In maart 2015 verwierp Eurostat echter het financiële dossier, en in juli 2015 gaf het na aanpassingen een tweede negatief advies, in januari 2016 gevolgd door een derde negatief advies. Diezelfde dag lanceerde de Luikse gemeente een burgerpetitie vóór de tram.

#### De tweede aanbesteding
Op 10 februari 2017 keurde Eurostat het financiele dossier goed. Begin 2018 startten de werkzaamheden voor een voorziene opening in voorjaar 2022.
In maart 2017 werd een nieuwe aanbestading utigeschreven, met deadline op 5 oktober 2017. De strijd voor levering van trams ging tussen het Franse Alstom en het Spaanse CAF
De definitieve keuze voor een fabrikant zou het eerste trimester van 2018 vallen, maar de omvorming van de SRWT in Opérateur de Transport de Wallonie (OTW) bracht met zich mee dat meer rapporten nodig waren en de beslissing door de directie van de nieuwe structuur genomen moest worden.  Op 19 september 2018 werd door de  plaatsvond.  Daarin werd het contract alsnog aan TramArdent gegund, een samenwerking van CAF (die de trams van het type Urbos levert), bouwbedrijf COLAS en financiële partner DIF. 

#### Werkzaamheden

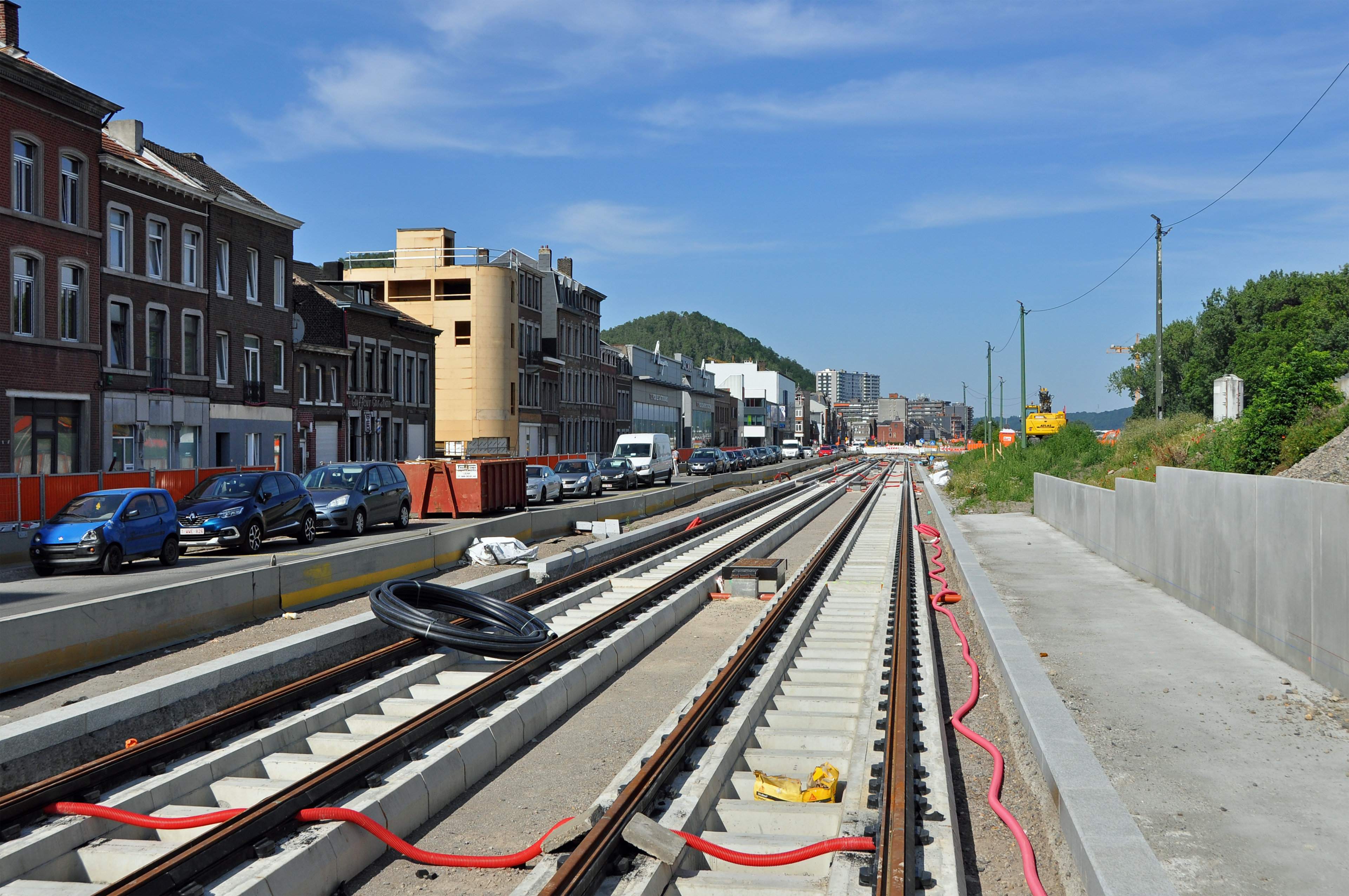
Aanleg van de sporen ter hoogte van de Pont Atlas, richting Coronmeuse, juni 2022

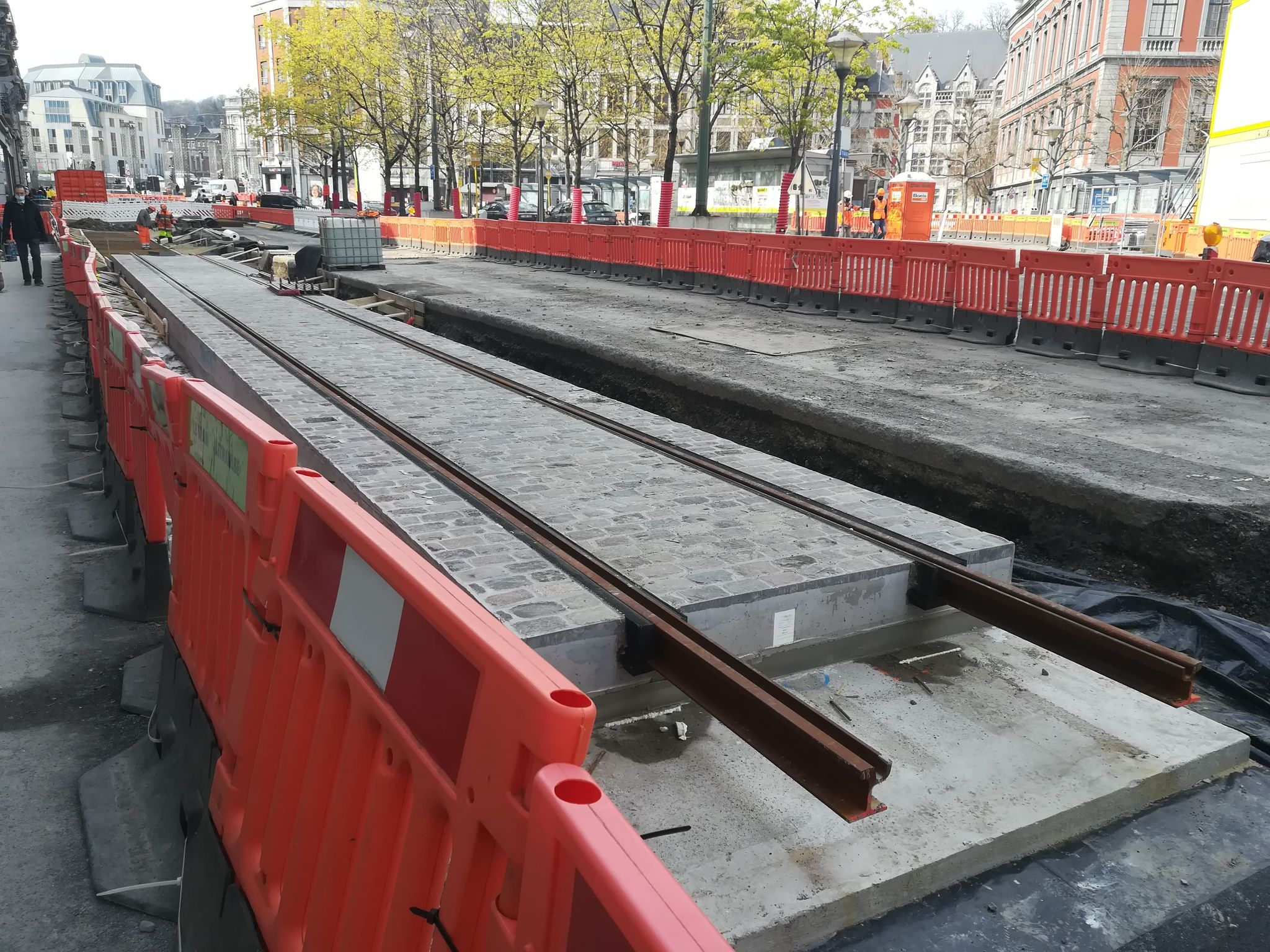
Werkzaamheden in de Rue Léopold in april 2021.

De werkzaamheden zouden tussen 2019 en oktober 2022 duren voor lijn 1,  maar door de coronapandemie, de overstromingen van juli 2021 en inflatie liep de bouw vertraging op.
Van 5 tot 13 oktober 2019 werd op het Tivoliplein een maquette op ware grootte van de toekomstige trams tentoongesteld. Later verhuisde de maquette naar het Museum voor het Openbaar Vervoer van Wallonië.
Langs het tracé worden ongeveer 500 bomen geplant. Verwacht wordt dat door het verdwijnen van parkeerplaatsen voor auto's meer ruimte voor fietsers en voetgangers zal ontstaan.
Op 23 juni 2021 kondigde de Europese Commissie een relance-plan aan voor België, waarin een uitbreiding van de Luikse tram figureerde, met een budget van 105 miljoen euro voor de trajecten Jemeppe-Sclessin et Coronmeuse-Herstal. Op 29 augustus 2014 annuleerde de Waalse overheid deze twee trajecten weer, en verving ze door twee buslijnen. Een deel van de werkzaamheden voor de uitbreiding naar Herstal was al aangevangen.
Sinds eind 2023 werden de stellen getest op het tracé. Vanaf 20 augustus 2024 reden trams als test in het stadscentrum, na een afwezigheid daar van bijna 60 jaar, en vanaf 11 februari 2025 werd de normale dienstuitvoering testgereden zonder passagiers.

#### Opening
Na talloze vertragingen werd de lijn 1 in gebruik genomen op 28 april 2025. Tegelijk met de introductie van de tram vindt een grote herstructurering van het busnet plaats, waarbij naast de tram 4 HOV-lijnen ingesteld worden.
Op 9 mei opende Koning Filip de tramlijn een bezoek en bestuurde hij een tram. Een dag later was er een groot volksfeest, waarbij het tram- en busnet van Luik gratis was en er bij een aantal haltes muziek- en spektakelvoorstellingen waren.

## Lijnennet

Tracé

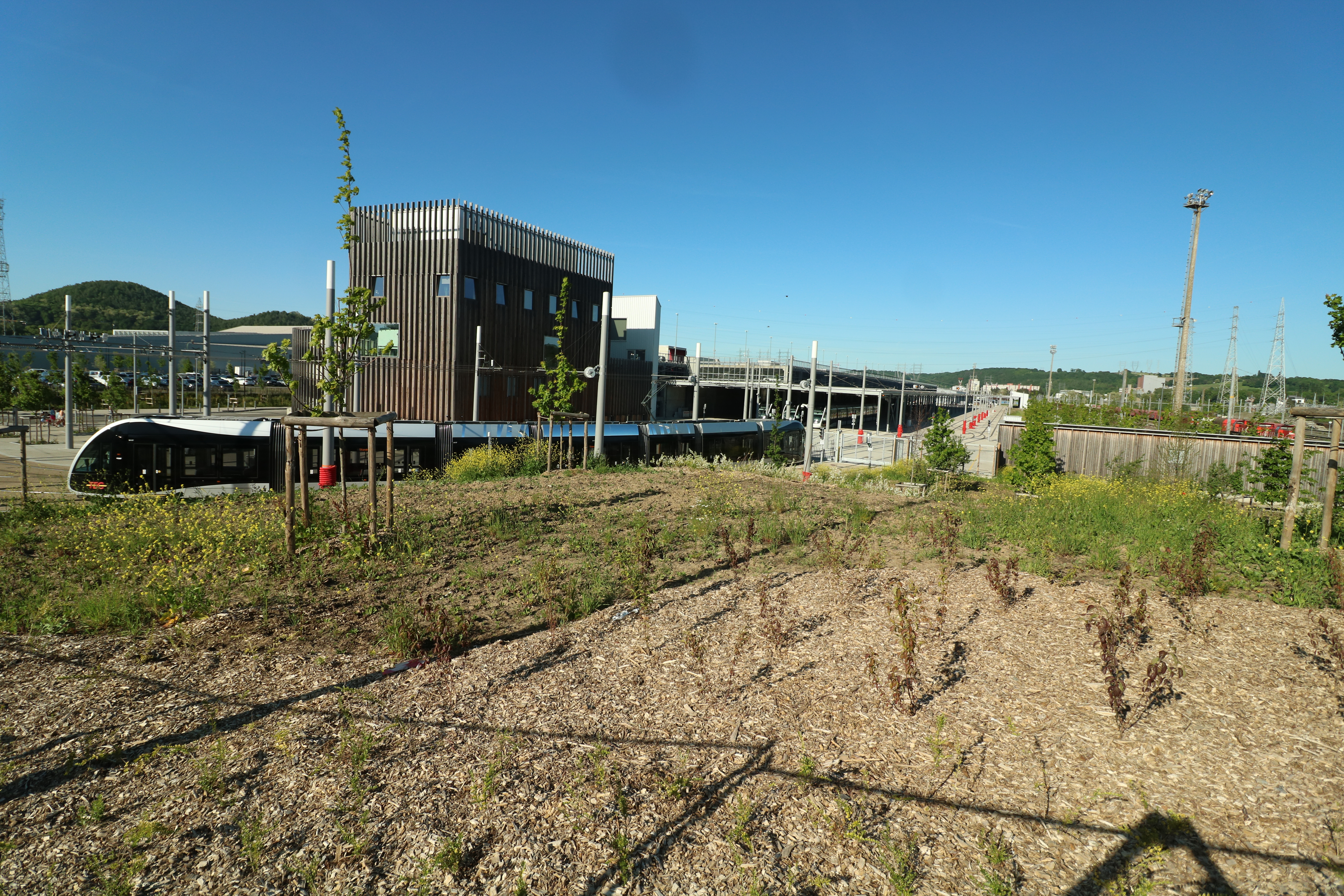
De remise te Bressoux. Links buiten beeld halte Liège Expo.

### Tracé
Tramlijn T1 bestaat uit een lijn met aan het noordoostelijke einde twee takken, één naar Coronmeuse en een naar Liège Expo nabij het Station Bressoux. Via het Saint-Lambertplein en Station Luik-Guillemins voert de lijn naar het zuidwestelijke eindpunt Standard, bij het stadion van Standard Luik, in Sclessin. De sectie Standard - Coronmeuse is circa 11,7 kilometer lang en telt 21 haltes en ligt geheel op de linkeroever van de Maas. De aftakking naar Liège Expo bereikt via de Pont Atlas de rechteroever van de Maas en heeft 2 haltes is 1,3 km lang.
Het grootste deel van de lijn is in dubbelspoor uitgevoerd. Het deel tussen Saint-Lambert en Marengo is gesplitst in twee enkelsporige trajecten. Normaliter volgen trams oostwaarts de route over La Batte, langs de Maaskade, terwijl trams westwaarts de route via Féronstrée volgen. Op zondagen is op La Batte markt, dan rijden trams in beide richtingen via Féronstrée. De halte Féronstrée ligt aan een kort dubbelsporig traject, zodat trams uit beide richtingen elkaar hier kunnen passeren. Bijzonderheid hier is dat trams bij deze halte het linkerspoor kiezen, omdat alleen aan de noordkant ruimte was voor een abri.
Enkele delen van het traject worden zonder bovenleiding uitgevoerd, de tram rijdt hier op batterijen. Het gaat om de secties Général Leman - Blonden, Opéra - Pont Maghin/Curtius en het trajectdeel over de Pont Atlas.
De stalling en werkplaats bevinden zich bij de halte Liège Expo, naast station Bressoux.
Er is een mogelijkheid om rechtstreeks van Bressoux naar Coronmeuse te rijden, maar deze optie wordt tijdens de normale dienstuitvoering niet gebruikt. 
De meeste haltes zijn voorzien van een abri, alle haltes van een verhoogde perronrand die een gelijkvloerse instap in de tram mogelijk maakt. De meeste haltes bevinden zich rechts van het spoor, maar op haltes Curtius, La Batte, Féronstrée, Géneral Leman, Petit Bourgogne worden de deuren links geopend, evenals soms bij Liège Expo (dat drie perronsporen heeft).   
Bij de eindpunten wordt normaliter na de uitstaphalte nog een stuk doorgereden, waarna gekeerd wordt naar de instaphalte. Bij halte Standard zijn, naast deze sporen achter de halte, nog 2 zijsporen met opstelruimte voor 4 trams aangelegd, om veel capaciteit te bieden bij het uitgaan van wedstrijden van Standard Luik. Achter eindpunt Liège Expo bevinden zich de remise en werkplaats. 
Het tracé ligt deels in de weg, deels in een eigen baan, en is dan vaak voorzien van een grasbedding. 

### Dienstuitvoering
De dienstuitvoering is voorzien op een tram elke 4½ minuut in de spits, en elke 7 tot 15 minuten in de daluren, met (op weekdagen) dienst van 5 uur 's morgens tot 1 uur 's nachts op het deel Standard-Pont Atlas, waarbij de trams om-en-om naar of van Coronmeuse en Liège Expo rijden.
De totale vervoerscapaciteit is 90.000 passagiers per dag. De normale dienstuitvoering werd op maandag 28 april 2025 om 5 uur 's ochtends gestart, na de officiële inauguratie van de lijn op vrijdag 25 april 2025.

## Toekomstige ontwikkelingen

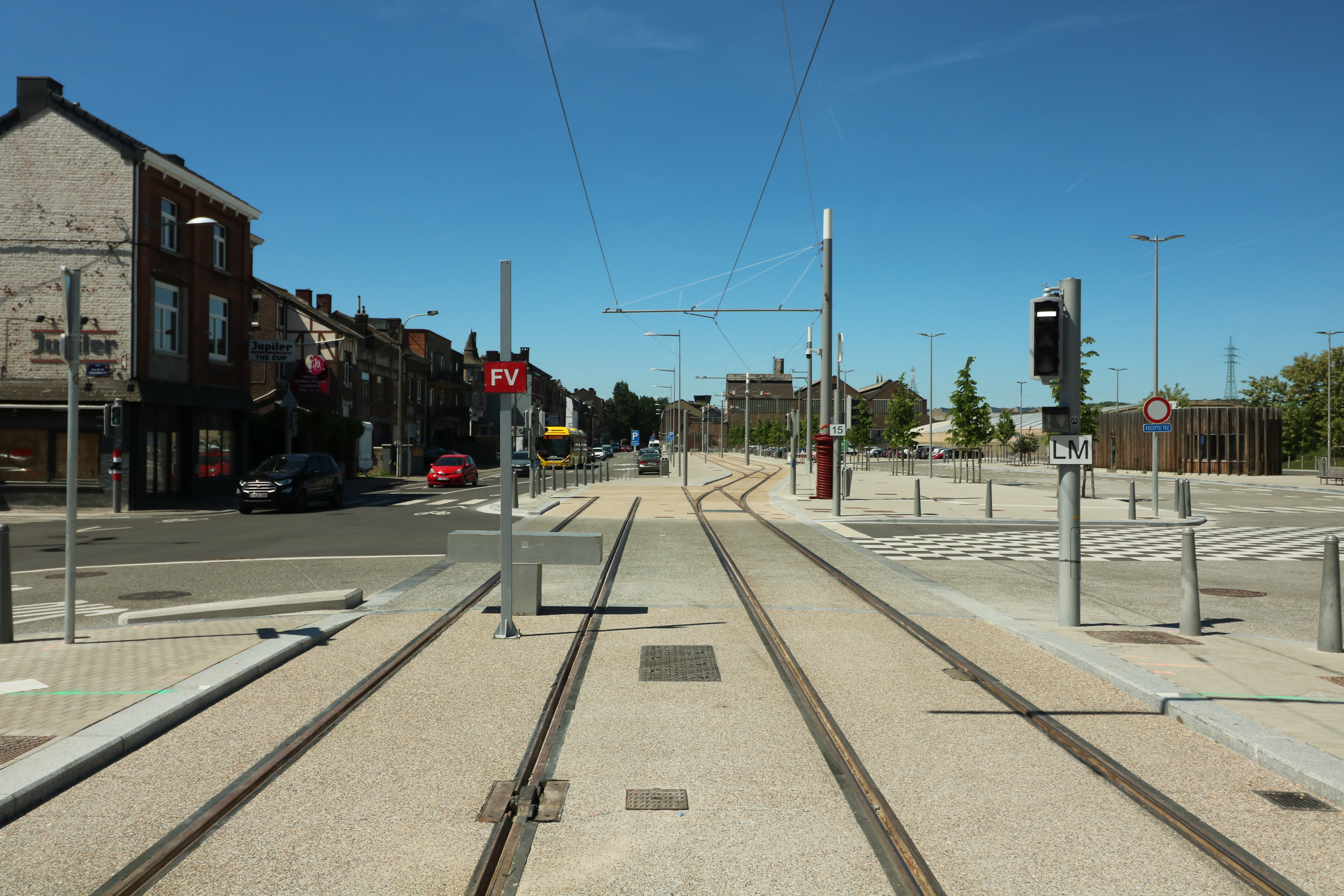
Ten westen van eindpunt Standard liggen rechts twee opstelsporen. De sporen rechtdoor zijn al gereed voor een mogelijke verlenging naar Jemeppe.

### Eerste lijn
De oorspronkelijke lijn was langer bedacht dan nu uitgevoerd.
- Aan de zuidwestelijke kant zou de lijn na Standard doorlopen naar het busstation van Jemeppe aan station Pont-de-Seraing.
- Aan de noordelijke tak zou de lijn na Coronmeuse doorlopen naar Place Licourt in Herstal. De voorbereidende werken naar Herstal waren al in 2023 gestart. In een latere fase zou de lijn nog verder verlengd kunnen worden naar de winkelboulevard Basse Campagne in Herstal.[28]

In augustus 2024 verklaarde de nieuwe Waalse regering (zonder Luikse ministers) deze uitbreidingen niet uit te voeren, gezien de kostprijs, en in de plaats voor 264 miljoen euro aan beide uiteinden van de tramlijn een bus te laten rijden.

### Tweede lijn
De aanleg van een tweede lijn, tussen Ans en Vaux-sous-Chèvremont bij Chaudfontaine is optioneel.

## Materieel

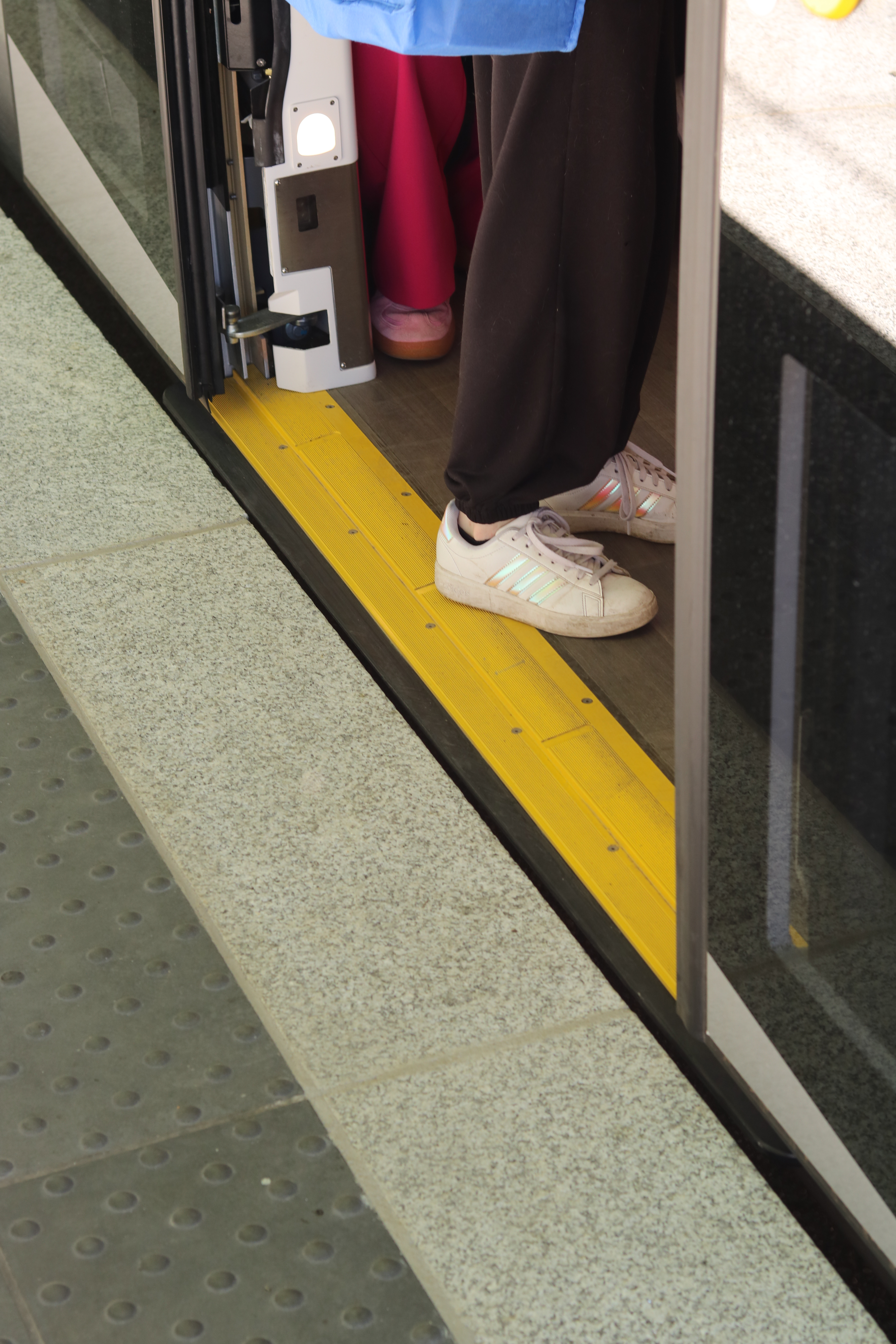
De trams zijn geheel gelijkvloers en op gelijke hoogte met het perron.

Door CAF, een van de partners in de aanleg, zijn 20 normaalsporige tweerichting-lagevloertrams van het type Urbos 100 geleverd.
De technische eigenschappen van deze stellen zijn:
- Gewicht: 64 t (per stel).
- 7 bakken, 4 draaistellen per stel
- Hoogte: 3,6 m
- Lengte: 45 m
- Breedte: 2,65 m
- Capaciteit: 372 personen, waarvan 62 zitplaatsen

De trams zijn geheel lagevloers en alle perrons zijn op gelijke hoogte met de vloer van de tram.
De trams zijn uitgerust met batterij omdat een aantal delen van het tracé niet met bovenleiding uitgerust is.